# Chipotle Mexican Grill
Chipotle Mexican Grill, Inc., kallas oftast enbart Chipotle, är en amerikansk multinationell snabbmatskedja som säljer maträtter inspirerade av tex-mex-köket. De förfogar över fler än 2 600 restauranger i Frankrike, Kanada, Storbritannien, Tyskland och USA.
Företaget har sitt ursprung från när grundaren Steve Ells arbetade som kock på en lyxrestaurang i San Francisco i Kalifornien, där han blev imponerad över tex-mex-köket som serverades på restauranger i staden. Den 13 juli 1993 grundade han Chipotle när han startade en restaurang i närheten av University of Denver i Denver i Colorado. Han lånade 85 000 amerikanska dollar av sin far och kalkylerade att restaurangen var tvungen att sälja minst 107 burritos per dag för att bli lönsam. En månad efter att han öppnat butiken sålde restaurangen fler än 1 000 burritos dagligen. Hans far lånade ut ytterligare 1,5 miljoner dollar för att få fart på sonens affärsrörelse, ytterligare 1,8 miljoner dollar kom in från annat håll. Ells hade planer på att starta en lyxrestaurang istället för att satsa på Chipotle men valde till slut att fortsätta med restaurangkedjan på grund av den ökande populariteten bland konsumenterna. Han ville ha en kapitalstark affärspartner till sin restaurangkedja och skickade en affärsplan till snabbmatskonkurrenten McDonald's på ren chansning, McDonald's blev så imponerade att de gjorde flera investeringar i Chipotle, och 2001 blev de majoritetsägare. De försökte trycka på att Chipotle skulle införa drive-through och frukostmeny men Ells vägrade vilket skapade osämja mellan parterna. Den 26 januari 2006 blev företaget ett publikt aktiebolag och började handlas på New York Stock Exchange (NYSE) och McDonald's sålde av sina aktier i snabbmatskedjan. I augusti 2008 inledde man en internationell expandering när man öppnade sin första restaurang utanför USA, i Toronto i Kanada. 2019 introducerade man en variant av drive-through, där bilister som beställer via mobilen, får sina beställningar levererade till sig i en av "drive-through-filerna" hos den enskilda restaurangen.
De hade 2019 en omsättning på nästan 5,6 miljarder dollar och en personalstyrka på omkring 83 000 anställda. Deras huvudkontor ligger i Newport Beach i Kalifornien sedan 2018, innan dess låg det i Denver där allt började.